# Livistona concinna
Livistona concinna là loài thực vật có hoa thuộc họ Arecaceae. Loài này được Dowe & Barfod mô tả khoa học đầu tiên năm 2001.